# Naturschutzgebiet Odeborn-Talsystem
Das Naturschutzgebiet Odeborn-Talsystem ist ein 57,54 ha großes Naturschutzgebiet (NSG) südlich und östlich von Neuastenberg im Stadtgebiet von Winterberg. Das Gebiet wurde 2008 mit dem Landschaftsplan Winterberg durch den Hochsauerlandkreis als (NSG) ausgewiesen. Das NSG besteht aus drei getrennten Teilflächen und gehört zum Teil zum  FFH-Gebiet Bergwiesen bei Winterberg.

## Beschreibung
Das NSG umfasst den Bereich des Bachlaufs der Odeborn und deren Talbereiche. Das NSG besteht hauptsächlich aus Grünland zu beiden Seiten des Baches und Zuflüssen des Baches. Das Grünland wird meist mit Rindern beweidet. Teilweise sind Waldbereiche ins NSG einbezogen.
Im NSG kaufte die Nordrhein-Westfalen-Stiftung Naturschutz, Heimat- und Kulturpflege 1,20 ha Land an, welche von der Biologische Station Hochsauerlandkreis betreut werden.

## Schutzzweck
Das NSG soll Bach und Grünland mit seinem Arteninventar schützen. Wie bei allen Naturschutzgebieten in Deutschland wurde in der Schutzausweisung darauf hingewiesen, dass das Gebiet „wegen der Seltenheit, besonderen Eigenart und Schönheit des Gebietes“ zum Naturschutzgebiet erklärt wurde.